# Megobaralipton mindanaonis
Megobaralipton mindanaonis är en skalbaggsart som först beskrevs av Hüdepohl 1987.  Megobaralipton mindanaonis ingår i släktet Megobaralipton och familjen långhorningar.
Artens utbredningsområde är Filippinerna. Inga underarter finns listade i Catalogue of Life.